# Пожегшор
Пожегшор (устар. Пожег-Шор) — река в России, протекает по Сыктывдинскому району Республики Коми и Ленскому району Архангельской области. Устье реки находится на высоте 114 м над уровнем моря в 121 км по правому берегу реки Пожег. Длина реки составляет 16 км.
Некоторые источники считают Пожегшор притоком реки Пожег-Роща, что укорачивает реку на 2 км.
Правый приток — река Пожег-Роща.

## Данные водного реестра
По данным государственного водного реестра России относится к Двинско-Печорскому бассейновому округу, водохозяйственный участок реки — Вычегда от города Сыктывкар и до устья, речной подбассейн реки — Вычегда. Речной бассейн реки — Северная Двина.
Код объекта в государственном водном реестре — 03020200212103000020299.